# All the Year Round
All the Year Round (Tout au long de l'année), dont le titre complet, assez polémique, est All the Year Round. A Weekly Journal. Conducted by Charles Dickens. With Which is Incorporated Household Words, est un hebdomadaire victorien fondé en 1859 par Charles Dickens (1812-1870) qui en a assuré la direction jusqu'en 1865. Publié par Chapman & Hall et racheté, après la mort de Dickens, par son fils aîné Charley, il continue de paraître jusqu'en 1895. Le journal a succédé à Household Words (1850-1859), lui aussi fondé par Dickens et auquel il a mis un terme après s'être brouillé avec l'éditeur.
D'après Philip V. Allingham, si Household Words a surtout été destiné à accueillir des journalistes, All the Year Round se consacre plutôt aux écrits des romanciers. En effet, de nombreux romans y ont été publiés, y compris Le Conte de deux cités. Peu avant sa mort en 1870, Dickens lègue le journal à son fils aîné, Charles Dickens, Jr, dit Charley, qui en a poursuivi la publication jusqu'en 1888. 
L'hebdomadaire a cessé définitivement de paraître en 1893,.

## Historique

### 1859 -1870
En 1858, Charles Dickens est rédacteur en chef de la revue Household Words, publiée par Bradbury and Evans que dirigent William Bradbury et Frederick Mullet Evans ; une brouille les sépare lorsque Frederick Mullet Evans, pourtant son ami, refuse, non sans raisons éthiques, de publier ses mises au point sur son mariage (voir Catherine Dickens). Dickens se décide alors à créer son propre hebdomadaire dont, dit-il, « [il] gardera le contrôle sans avoir à céder aux caprices d'un éditeur ».
Aussi fonde-t-il en 1859 All the Year Round, dénomination, comme celle de la précédente revue, qu'il trouve le 28 janvier 1859 dans Shakespeare, ici Othello à l'acte I, scène 3, vers 128-129, et qu'il paraphrase en une citation (« The story of our lives, from year to year »), qu'il place en exergue du titre. Le journal conserve la même adresse, Wellington Street North, à dix numéros près, passant du 16 au 26, le même nombre de pages, 24, présentées comme précédemment sur deux colonnes, le même prix, 2 pence, et la même absence d'illustrations :
« The story of our lives, from year to year. »
— Shakespeare
ALL THE YEAR ROUND.
A weekly journal.
Conducted by Charles Dickens.
Le premier numéro paraît le samedi 30 avril 1859, avec le chapitre I de Le Conte de deux cités. Le succès est immédiat et Dickens peut écrire à son ami John Forster : « All the Year Round a si bien marché qu'hier elle m'a remboursé avec 5 pour cent d'intérêt toutes les sommes que j'avais avancées pour sa mise en œuvre (papier, impression, etc., tout remboursé, jusqu'au dernier exemplaire), et avec un bonus de 500 £ chez le banquier ! » (« So well has All the Year Round gone that it was yesterday able to repay me, with five per cent. interest, all the money I advanced for its establishment (paper, print etc. all paid, down to the last number), and yet to leave a good £500 balance at the banker's! »).
Une semaine après le lancement, Dickens gagne le procès intenté devant la Court of Chancery (Cour de la Chancellerie) contre son précédent éditeur Bradbury and Evans, recouvrant la propriété commerciale du nom de son ancienne revue. C'est pourquoi, cinq semaines plus tard, le 28 mai 1859, Dickens met un terme à Household Words dont le dernier numéro comporte un prospectus faisant la promotion de son nouveau journal en ces termes : « After the appearance of the present concluding Number of Household Words, this publication will merge into the new weekly publication, All the Year Round, and the title, Household Words, will form a part of the title-page of All the Year Round ». Ainsi, le titre s'enrichit d'un quatrième volet, devenant « All the Year Round. A Weekly Journal. Conducted by Charles Dickens. With Which Is Incorporated Household Words ».

### 1870-1895
Après l'avoir engagé comme rédacteur en chef adjoint de la revue, Dickens lègue All the Year Round à son fils aîné, Charles Dickens Jr, une semaine avant sa mort en juin 1870. En effet, le 2 juin 1870, il rédige un codicile ainsi formulé : « I, Charles Dickens [...] give to my son Charles Dickens the younger all my share and interest in the weekly journal called 'All the Year Round,' [...] In witness whereof I have hereunto set my hand the 2nd day of June in the year of our Lord 1870 ». Ainsi, Charley devient propriétaire et rédacteur en chef de la revue du 25 juin 1870 à 1888. Les numéros publiés de 1870 à 1871 changent d'entête : « Conducted by Charles Dickens » est remplacé par « Conducted by Charles Dickens, Jun. » ; en 1882, la mention « Conducted by Charles Dickens » réapparaît.
En 1889, la revue entame une troisième série Third series), à laquelle la participation de Dickens Jr reste peu claire ; en revanche, celle de Mary Dickens est avérée, car nombre de ses histoires sont pubiées.
1895 marque la fin de la revue : le dernier numéro paraît le 30 mars après trois « séries ».

## Séries
Chaque volume comporte 26 numéros s'étendant sur un semestre, les numéros annuels et saisonniers comptant à part.
1. Première série : Vol. 1 (30 avril 1859) à Vol. 20 (28 novembre 1868)
2. Nouvelle série : Vol. 1 (5 décembre 1868) à Vol. 43 (29 décembre 1888)
3. "Troisième Série : Vol. 1 (5 janvier 1889) à Vol. 13 (30 mars 1895)

## Ouvrages en collaboration
Dickens collabore aussi avec d'autres membres de la direction pour ses histoires de Noël et des pièces destinées au numéros saisonniers. Ainsi :
- The Haunted House (13 décembre 1859) avec Wilkie Collins, Elizabeth Gaskell (qui a refusé d'écrire pour la revue)Adelaide Anne Procter, George Augustus Henry Sala et Hesba Stretton.
- A Message from the Sea (13 décembre 1860) avec Wilkie Collins, Robert Williams Buchanan (sous le nom de « Henry F. Chorley »), Charles Allston Collins, Amelia Edwards et Harriet Parr.

(à suivre)

## Auteurs publiés

### Romanciers de renom
- Robert Buchanan (en),
- Edward Bulwer-Lytton, A Strange Story.
- Wilkie Collins, No Name, The Moonstone, The Woman in White.
- Charles Dickens, A Tale of Two Cities , Great Expectations, The Uncommercial Traveller, A Message from the Sea (en collaboration avec Wilkie Collins), Tom Tiddler's Ground, Somebody's Luggage,  Mrs. Lirriper's Lodgings, Mrs. Lirriper's Legacy, Doctor Marigold's Prescriptions, Mugby Junction (incluant The Haunted Signalman), No Thoroughfare (en collaboration avec Wilkie Collins).
- Elizabeth Cleghorn Gaskell, The Grey Woman.
- Charles Lever, A Day's Ride: A Life's Romance.
- Charles Reade, Very Hard Cash, Sala's Quite Alone.
- Anthony Trollope, Is He Popenjoy?, The Duke's Children.
- Frances Trollope

### Écrivains mineurs
À ces noms prestigieux, s'ajoutent ceux, moins connus, de Henry Spicer, Rosa Mulholland (Lady Gilbert) (1841–1921), Amelia Edwards (1831-1892), Edmund Yates (1831-1894), George Augustus Sala (1828-1895) (chroniques de voyage : Constantinople, Rome et Saint-Pétersbourg), E. A. Worthington (esquisses humoristiques et illustrées), Sarah Doudney (poésie et fiction), Walter Goodman (esquisses humoristiques), Hesba Stretton (littérature enfantine), Adelaide Anne Procter (Legends and Lyrics), Sheridan Le Fanu (Madam Crowl's Ghost) et Percy Hetherington Fitzgerald (1834-1925), qui tous ont reçu à des titres divers les encouragements de Dickens et, après lui, de sa revue.

## Adaptations de textes publiés dans la revue

### Au théâtre
Brigitte Jaques en 1979 a mis en scène une première adaptation française de The Mugby junction (L'embranchement de Mugby) dont le texte original est signé par Charles Dickens lui-même et publié dans All the Year Round. Michaël Dusautoy, le metteur en scène du Collectif Quatre Ailes en a proposé une nouvelle adaptation en 2015[pertinence contestée][source secondaire nécessaire].

### Bande dessinée
Les éditions DELCOURT ont publié une BD du scénariste Rodolphe qui est une adaptation illustrée par Estelle Meyrand de L'embranchement de Mugby (The Mugby junction).